# 多椎半鱨
多椎半鱨，為輻鰭魚綱鯰形目鱨科的其中一種，為熱帶淡水魚類，分布於亞洲薩爾溫江流域，體長可達18.7公分，棲息在礫石底質流動快速的溪流底層水域，生活習性不明。

## 扩展阅读
維基物種上的相關：多椎半鱨